# Hypoganus tibetis
Hypoganus tibetis là một loài bọ cánh cứng trong họ Elateridae. Loài này được Cechovsky & Kuban miêu tả khoa học năm 1997.